# Rebelión kirguís
La rebelión kirguisa (en kirguís: Kyrgyz kötörülüüsü; en chino tradicional, 柯爾克孜叛亂) ocurrió cuando kirguisos irregulares en Sinkiang se rebelaron contra la República de China en marzo de 1932. Los rebeldes kirguisos, liderados por Id Mirab, se rebelaron en las montañas de Tian Shan como parte de la Rebelión de Kumul más amplia en Sinkiang, hasta que fueron rápidamente derrotados por las fuerzas gubernamentales lideradas por Ma Shaowu, el comandante militar hui de Kasgar, con alguna ayuda menor del Unión Soviética.